# Tolv moderna romaner
Tolv moderna romaner är en facklitterär bok av Kaj Attorps och Tomas Oliv, utgiven av det Albert Bonniers Förlag äga förlaget Aldus 1969. Boken utgavs i en andra upplaga samma år och 1985 utkom den i en nyutgåva under titeln Fjorton moderna romaner, utgiven av Svensklärarföreningen.

## Innehåll[1]
I Tolv moderna romaner presenterar författarna analyser av klassiska romaner. Dessa är:
- Thomas Mann - Tonio Kröger
- James Joyce - Ett porträtt av författaren som ung
- William Faulkner - Det allra heligaste
- Ernest Hemingway - Att ha och inte ha
- Jean-Paul Sartre - Äcklet
- Albert Camus - Främlingen
- William Faulkner - Björnen
- George Orwell - Djurfarmen
- J.D. Salinger - Räddaren i nöden
- William Golding - Flugornas herre
- Tarjei Vesaas - Fåglarna
- Claude Simon - Vägen till Flandern

1985 års utgåva innehöll även analyser av Franz Kafka och Hermann Hesse.

### Fotnoter
1. 1 2  ”Tolv moderna romaner”. Libris.kb.se. http://libris.kb.se/hitlist?d=libris&q=kaj+attorps+tolv&f=simp&spell=true&hist=true&p=1. Läst 7 januari 2012.